# الرباط الخارجية (أسلم)

تعديل مصدري - تعديل

الرباط الخارجية هي إحدى قرى عزلة أسلم الوسط بمديرية أسلم التابعة لمحافظة حجة، بلغ تعداد سكانها 112 نسمة حسب تعداد اليمن لعام 2004.